# 張朝發
張朝發為中國清朝武官官員，本籍福建惠安。行伍出身的張朝發於1838年（道光18年）奉旨接替黃貴，於台灣地區擔任台灣水師協副將。而隸屬台灣鎮之下的此官職是台灣清治時期的這階段，全台灣的海防軍事層級最高武將，其統帥三標水營，數千名水師兵勇。
中英第一次鴉片戰爭第一次定海之战時，1840年7月5日下午他率領水師在定海城外抵抗英軍，在英艦第一波舷炮射擊時，左股中彈受傷落水，被清兵救起，其部下水師岑港巡檢趙廷昭把他用船護送去鎮海，一個月後傷重而死。他的盔甲被英軍繳獲，現藏於蘇格蘭國立博物館。
| 前任： 黃貴 | 台灣水師協副將 1838年上任 | 繼任： 許靈 |